# フェルディナンド・デ・ブラーケレール
フェルディナンド・デ・ブラーケレール（Ferdinand de Braekeleer、1792年2月12日 - 1883年5月16日）は、南ネーデルラント（現在の
ベルギー）のアントウェルペン生まれの画家である。画家となった同名の息子と区別するために、例えばオランダ語ではFerdinand de Braekeleer de Oudere(英語訳、Ferdinand de Braekeleer the Elder)と表記される。

## 略歴
ベルギーが独立する前のアントウェルペンの貧しい家に生まれた。父親が1801年、母親が1804年に亡くなり孤児となった。歴史画家、風俗画家、ファン・ブレー(Mattheus Ignatius van Bree)が開いていた孤児のための美術学校で学んだ。その後アントウェルペンの王立美術学校で画家となる修業を続けた。作品は多くの賞を取り、アントウェルペンがフランス占領下にあった1813年にはパリのサロンに作品が出展された 。
始め、注文の多い、風俗画、歴史画、宗教画を描いた。1819年にアントウェルペンのアカデミーがローマ賞を創設した時、歴史画部門の最初の受賞者となり、1819年12月にイタリアに留学した。1821年には師のファン・ブレーとイタリアで合流し、アンコーナやボローニャ、フィレンツェ、ナポリ、ヴェネツィアなどイタリア各地を訪れ、その風景をスケッチした。
1823年にアントウェルペンに帰国した。1829年に結婚し、妻の弟のヘンドリク・レイス(1815年-1869年)は後に歴史を題材にした作品の画家として知られることになる。
1830年代の半ばから歴史画をの分野から遠ざかり、風俗画を多く描くようになり人気のある画家になった。
1847年にベルギー王立アカデミーの会員に選ばれ、1861年にサンクトペテルブルクのアカデミーの準会員に選ばれた。 1864年にアントウェルペン王立美術館の副学芸員になった。1872年にレオポルド勲章を受勲した。
2人の息子、フェルディナンド・デ・ブラーケレール(1828年–1857年)とアンリ・デ・ブラーケレール(1840年–1888年)も画家になった。

## 作品

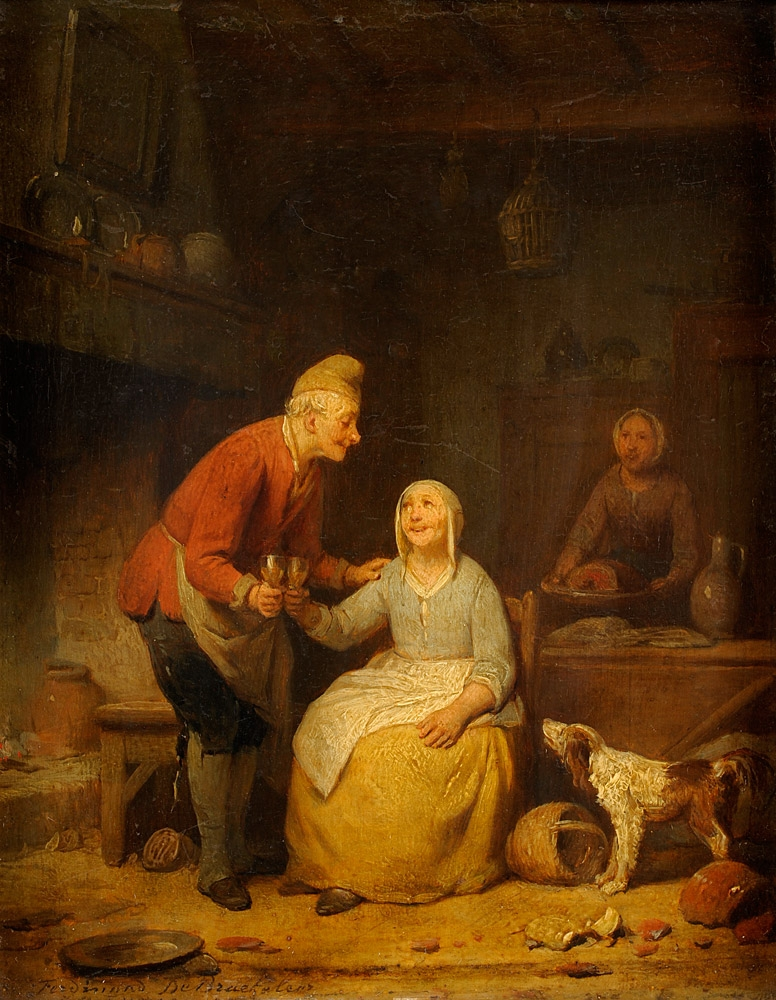
(1850)
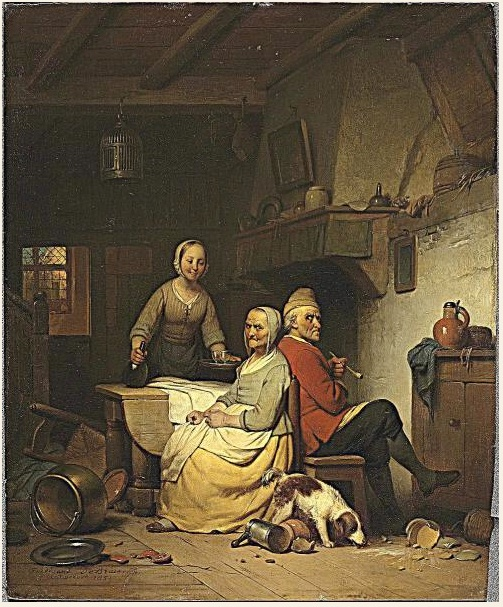
喧嘩の後
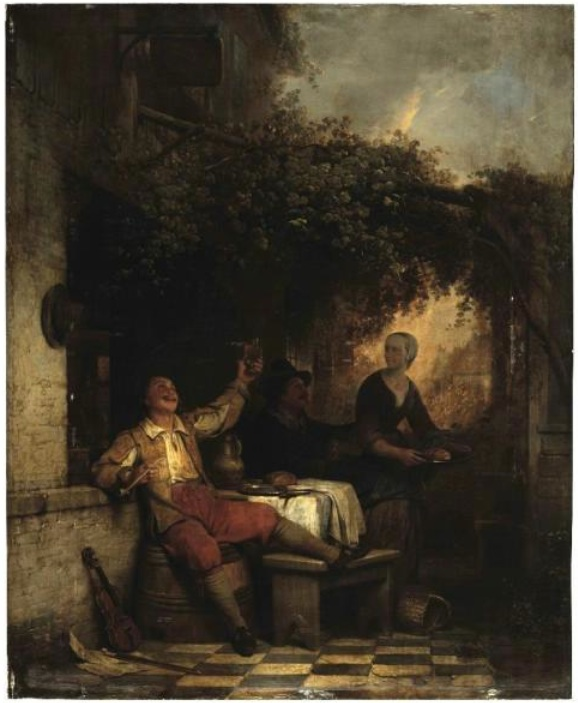
居酒屋の前
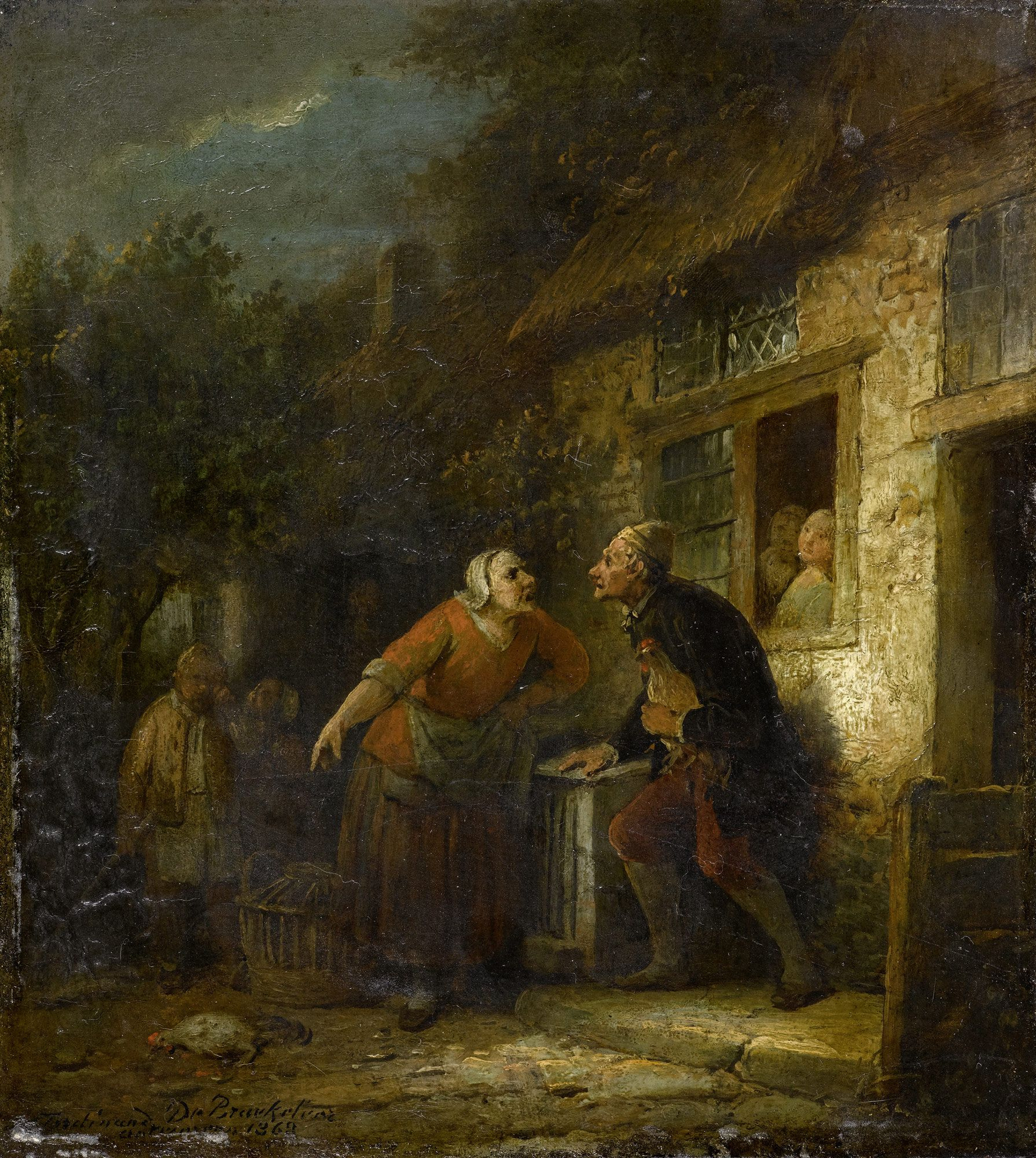
鶏殺し(1868)

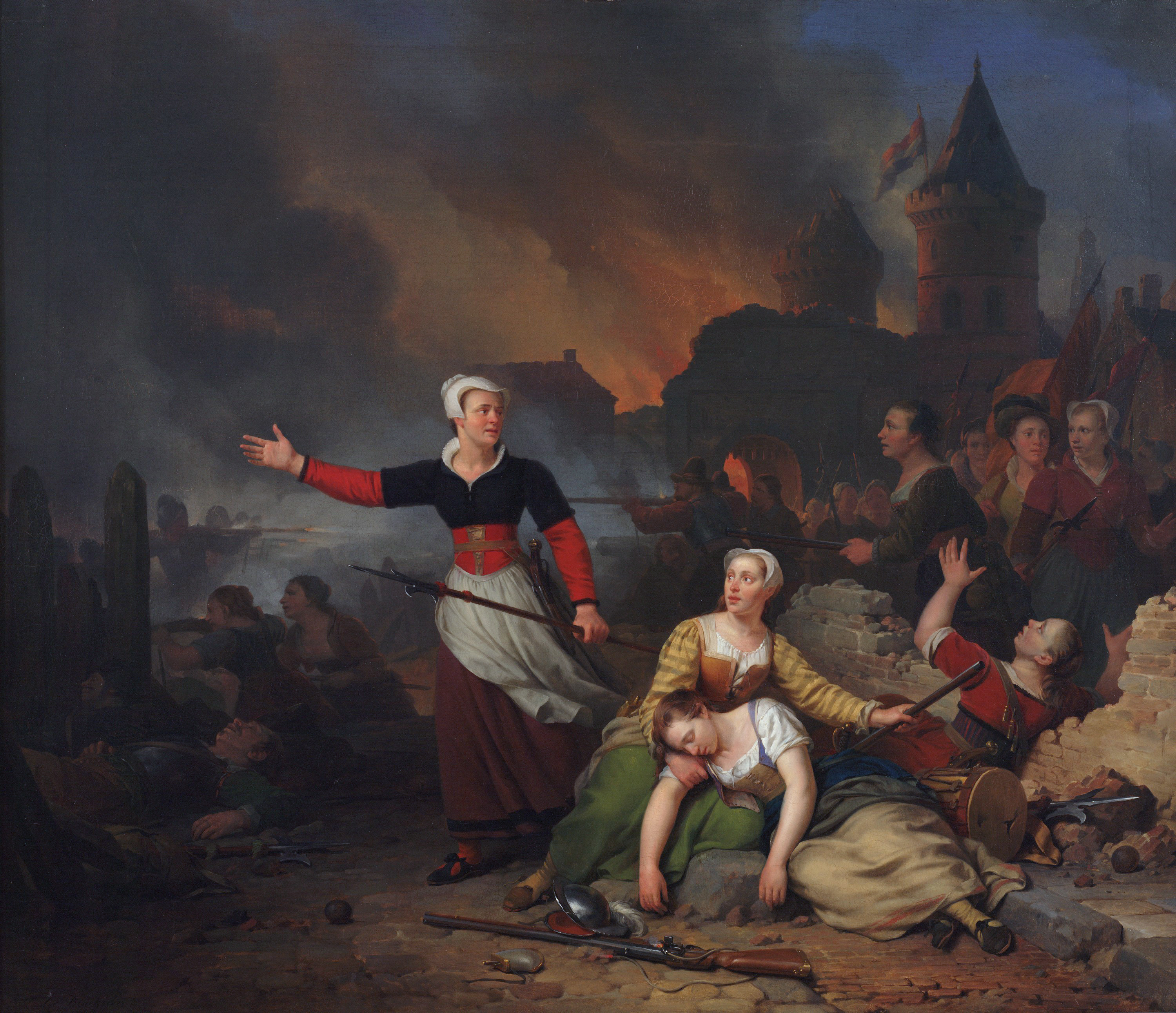
Kenau Simonsdochter Hasselaer-英雄的女性
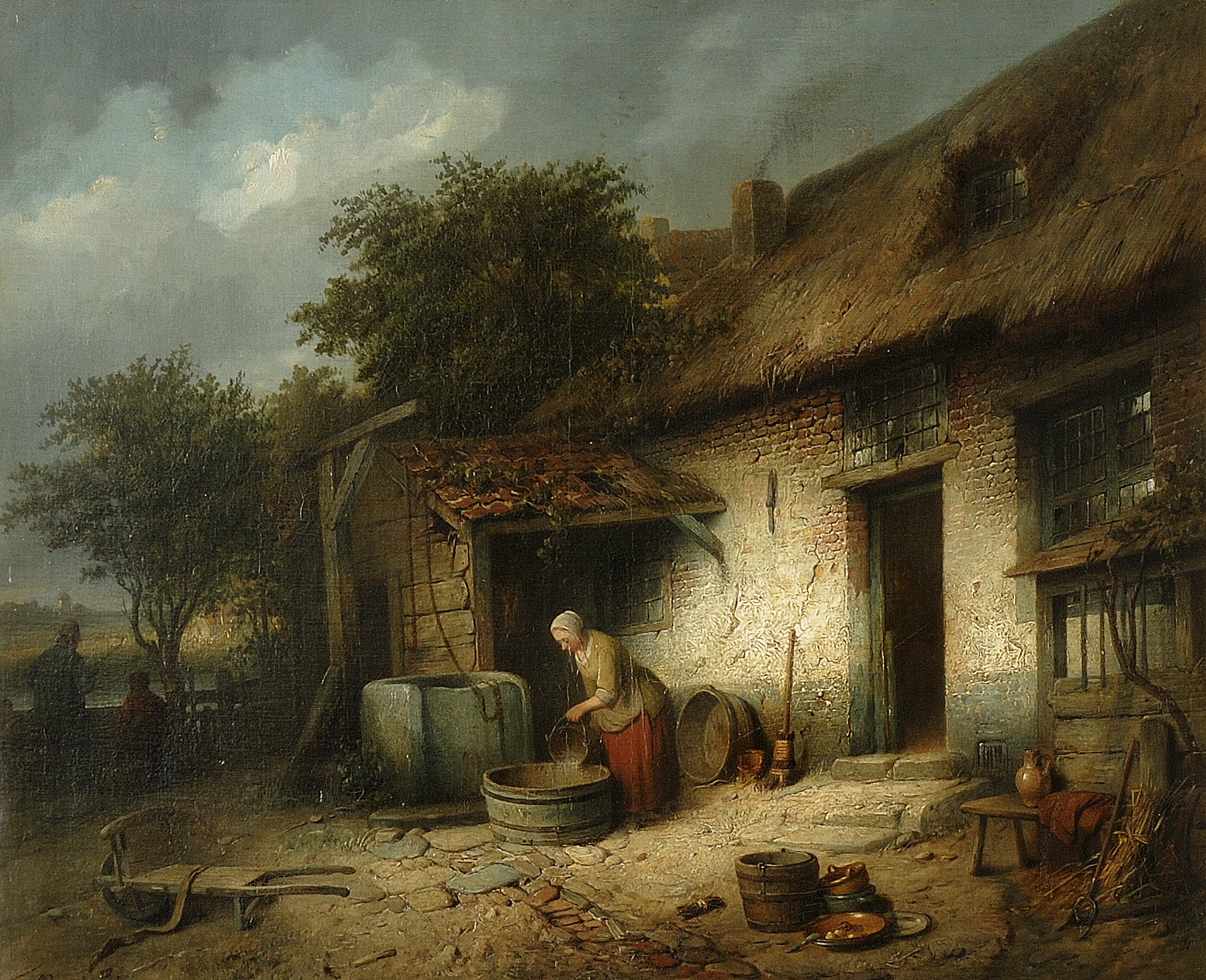
農家
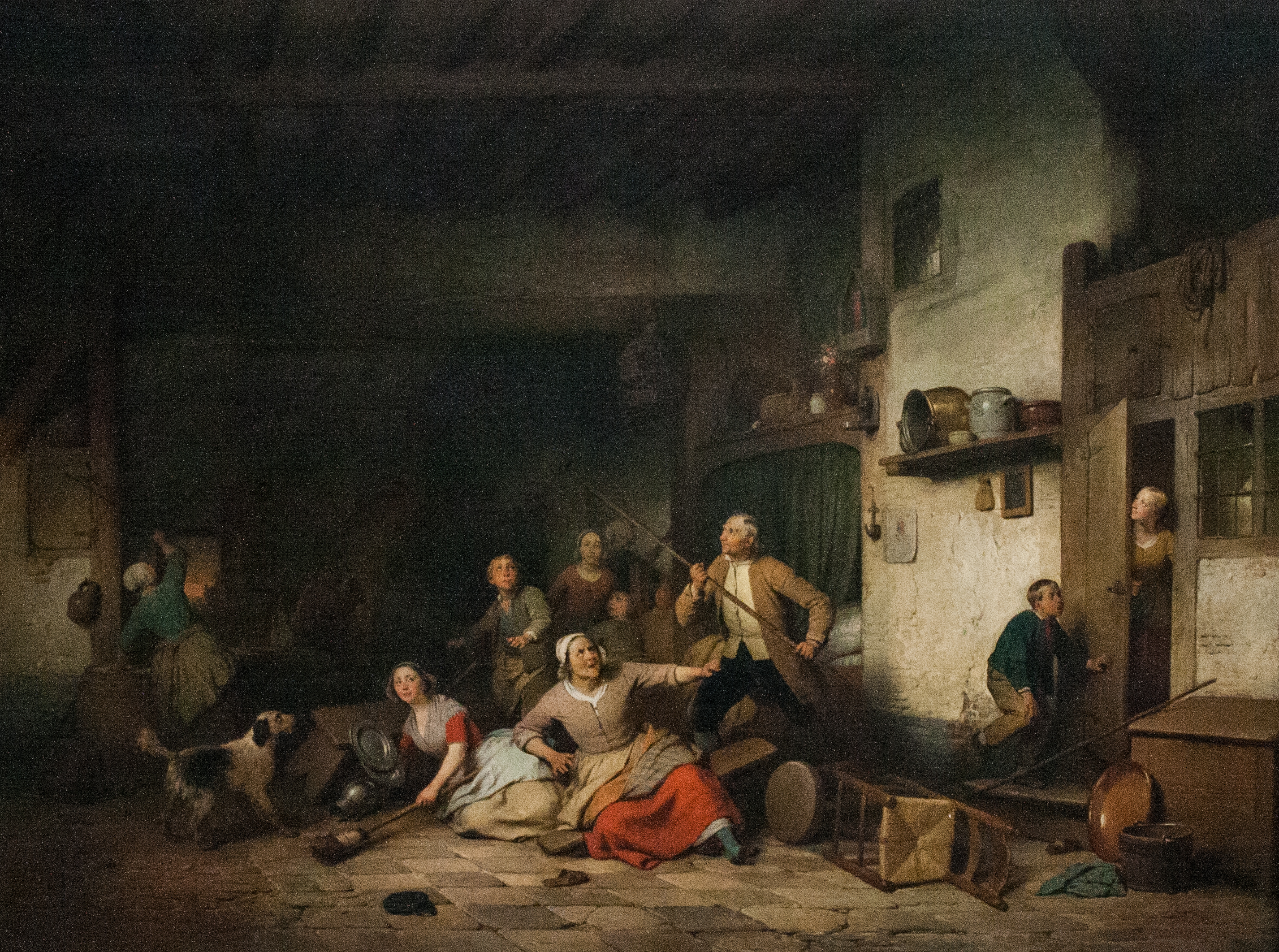